# 薛海英
薛海英（1970年—），四川遂宁人，中华人民共和国政治人物、第十二届全国人民代表大会天津地区代表。
担任天津滨海新区塘沽环卫工人。2013年，被选为全国人大代表。